# Peter Kipchumba
Peter Kipchumba, né le 8 mai 1950, est un athlète kényan.

## Palmarès
| Date | Compétition            | Lieu     | Résultat | Épreuve     | Performance  |
| ---- | ---------------------- | -------- | -------- | ----------- | ------------ |
| 1978 | Jeux du Commonwealth   | Edmonton | 4e       | 400 m haies | 50 s 50      |
| 1984 | Championnats d'Afrique | Rabat    | 3e       | 4 × 400 m   | 3 min 6 s 73 |